# Mike Reed
Mike Reed (* 1974 in Bielefeld) ist ein US-amerikanischer Jazz-Schlagzeuger, Bandleader, Komponist und Musikveranstalter.

## Leben und Wirken
Reed wuchs in Evanston (Illinois) auf; im nahen Chicago spielte er in der dortigen Jazzszene mit den Bands Treehouse Project, David Boykin Expanse, Rob Mazureks Exploding Star Orchestra, Fred Anderson und dem Josh-Berman-Quartett. Mit David Boykin und Karl E. H. Seigfried betrieb er ein Trio. Er leitete die Gruppen Loose Assembly und Mike Reed's People, Places & Things mit denen er auf dem Label 482 Music eine Reihe von Alben einspielte. 2010 nahm er das Album Empathetic Paths mit dem Gastsolisten Roscoe Mitchell auf. Zu hören ist er u. a. auch auf Jason Roebkes Cinema Spiral (2016)
2001 gründete er die gemeinnützige Emerging Improvisers Organization, die regelmäßige Jazz- und Improvisationskonzerte in Chicago fördert; außerdem arbeitete er in der Organisation Umbrella Music. 2009 wurde er stellvertretender Vorsitzender des AACM. Er wirkte bei der Planung des Chicago Jazz Festival, der Konzertreihe Downtown Sound im Millennium Park mit. Reed ist Leiter des Pitchfork Music Festival, das mit seinem dreitägigen Programm aus Pop- und Rockmusikern über 50.000 Menschen in Chicago anzog.

## Auszeichnungen
Reed wurde 2008 von der Chicago Tribune zum Chicagoan of the Year for Jazz ernannt; der Downbeat Critics poll wählte ihn zum Rising Jazz Star, seine Band People, Places & Things zur Rising Jazz Group.

## Diskographische Hinweise
- 2006 – In the Context of
- 2007 – Last Year's Ghost
- 2008 – Proliferation
- 2008 – The Speed of Change
- 2009 – About Us
- 2010 – Empathetic Parts, mit Roscoe Mitchell
- 2010 – Stories and Negotiations
- 2012 – Clean on the Corner
- 2015 – A New Kind of Dance, mit Greg Ward, Tim Haldeman, Jason Roebke, Marquis Hill, Matthew Shipp
- 2017 – Flesh & Bone, mit Greg Ward, Tim Haldeman, Jason Roebke, Ben LaMar Gay, Jason Stein, Marvin Tate
- 2020 – Silke Eberhard, Dave Rempis, Kent Kessler, Mike Reed: Exposure
- 2021 – Wadada Leo Smith, Douglas Ewart, Mike Reed: Sun Beans of Shimmering Light
- 2021 – Artifacts: …And Then There’s This, mit Nicole Mitchell, Tomeka Reid
- 2023 – The Separatist Party (Astral Spirits), mit Rob Frye, Cooper Crain, Dan Quinlivan, Marvin Tate, Ben LaMar Gay  V